# Catelyn Stark
Catelyn Stark est l'un des personnages principaux de la saga Le Trône de fer écrite par George R. R. Martin. Elle est l'épouse de lord Eddard Stark avec qui elle a cinq enfants, Robb, Sansa, Arya, Bran et Rickon.

## Histoire

### Dans les romans
Lady Catelyn Stark, née Tully, est la fille aînée de Lord Hoster Tully, seigneur du Conflans. Elle était initialement promise au jeune Brandon Stark, héritier de Winterfell, mais celui-ci est exécuté par le roi fou, Aerys II Targaryen. Elle épouse donc le frère cadet de Brandon, Eddard, afin de sceller l'alliance entre les Tully et les Stark lors de la rébellion de Robert Baratheon. Elle est enceinte de son premier fils, Robb, quand son époux part combattre. Quand il revient, Catelyn découvre qu'il a un fils bâtard, Jon, qu'elle prend en grippe immédiatement. Catelyn et Ned ont quatre autres enfants par la suite : Sansa, Arya, Bran et Rickon.
Quinze ans après la rébellion, alors que son époux est nommé Main du Roi, elle reste à Winterfell afin de veiller sur son fils Bran, qui est dans le coma. Après une tentative d'assassinat contre ce dernier, elle décide de partir rejoindre Ned à Port-Réal afin de prévenir celui-ci de ses soupçons à l'encontre des Lannister. Une fois à Port-Réal, elle retrouve son ancien ami, Littlefinger, devenu un important conseiller du roi. Par l'intermédiaire de ce dernier, elle parvient à rencontrer Ned en cachette. Littlefinger lui apprend en outre que le poignard qui a servi dans la tentative d'assassinat de Bran appartient à Tyrion Lannister. Ned renvoie Catelyn dans le Nord afin qu'elle prépare les défenses du Nord au cas où.
Lors du voyage de retour, Catelyn croise accidentellement Tyrion Lannister dans une auberge. Persuadée de sa culpabilité dans la tentative d'assassinat de Bran, elle le fait prisonnier et l'emmène captif aux Eyrié où règne sa sœur, Lysa Tully Arryn. Jugé lors d'un duel judiciaire, Tyrion parvient à recouvrer la liberté, et Catelyn rentre dans le Nord.
Elle rejoint l'armée menée par son fils aîné, Robb Stark qui campe à Moat Cailin depuis l'arrestation de Lord Eddard. Elle parvient à négocier le passage du gué pour l'armée de son fils auprès de Lord Walder Frey en promettant que Robb épouserait une fille de Lord Walder une fois la guerre finie. À l'annonce de l'exécution de Lord Eddard et du couronnement du jeune Joffrey, Robb est couronné roi du Nord par ses bannerets, faisant ainsi sécession du reste du royaume. Catelyn devient alors le principal conseiller de son fils. Elle lui sert d'émissaire auprès de Renly Baratheon, qui s'est également couronné roi.
Rentrée bredouille après l'assassinat de Renly, elle apprend la mort de ses deux autres fils, Bran et Rickon, apparemment tués lors du sac de Winterfell par Theon Greyjoy. Folle de chagrin, elle fait libérer ser Jaime Lannister, capturé par les Stark lors d'une bataille, lui arrachant la promesse qu'il ramènerait ses filles saines et sauves de Port-Réal en échange de sa libération. Accusée de trahison par les partisans de son fils pour cet acte, elle est confinée dans ses appartements jusqu'au retour de Robb.
Robb revient de ses campagnes militaires dans l'ouest victorieux et marié à la jeune Lady Jeyne Ouestrelin de Falaise dont il est tombé amoureux. Catelyn est catastrophée car Robb est déjà promis à une fille de Lord Walder Frey, et à cause de ce mariage, les Frey ont déserté la cause du roi du Nord. Afin de tenter une conciliation, le frère de Catelyn, Edmure Tully, héritier du Conflans, consent à épouser la fille de Lord Frey à la place de Robb. Un mariage est organisé aux Jumeaux auquel assistent Robb et Catelyn, ainsi que de nombreux hauts dignitaires du Nord et du Conflans. Cette cérémonie est en fait un piège organisé par Lord Walder qui profite de la fête pour laver dans le sang l'affront fait à son nom par le mariage du roi Robb. Robb est assassiné ainsi que Catelyn et la majorité des bannerets du Nord.
Catelyn est jetée dans le fleuve après avoir été égorgée par les Frey. Son corps est retrouvé par la Fraternité sans Bannière, groupe de hors-la-loi mené par l'immortel Béric Dondarrion. Ce dernier ordonne au prêtre rouge, Thoros de Myr, de ramener Catelyn à la vie en utilisant ses pouvoirs. Thoros refuse, arguant que le corps est resté trop longtemps dans l'eau et est en trop mauvais état. Las de ses résurrections successives, Béric décide de donner sa vie pour ranimer lui-même le corps de Catelyn.
Revenue à la vie sous le nom de Lady Cœurdepierre, elle prend la tête de la Fraternité en lieu et place de lord Béric et change radicalement la politique de la Fraternité. Sous son influence, la Fraternité se met à traquer tous les membres responsables des Noces pourpres et de la mort de Robb.

## Concept et création
C'est l'actrice Jennifer Ehle qui a été choisie dans un premier temps pour incarner lady Catelyn Stark dans la série télévisée adaptée des romans, mais le rôle a été finalement attribué à Michelle Fairley.